# CDO1
CDO1 (англ. Cysteine dioxygenase type 1) – білок, який кодується однойменним геном, розташованим у людей на короткому плечі 5-ї хромосоми. Довжина поліпептидного ланцюга білка становить 200 амінокислот, а молекулярна маса — 22 972.
| 10         |  | 20         |  | 30         |  | 40         |  | 50         |
| ---------- |  | ---------- |  | ---------- |  | ---------- |  | ---------- |
| MEQTEVLKPR |  | TLADLIRILH |  | QLFAGDEVNV |  | EEVQAIMEAY |  | ESDPTEWAMY |
| AKFDQYRYTR |  | NLVDQGNGKF |  | NLMILCWGEG |  | HGSSIHDHTN |  | SHCFLKMLQG |
| NLKETLFAWP |  | DKKSNEMVKK |  | SERVLRENQC |  | AYINDSIGLH |  | RVENISHTEP |
| AVSLHLYSPP |  | FDTCHAFDQR |  | TGHKNKVTMT |  | FHSKFGIRTP |  | NATSGSLENN |
|            |  |            |  |            |  |            |  |            |

A: Аланін

C: Цистеїн

D: Аспарагінова кислота

E: Глутамінова кислота

F: Фенілаланін

G: Гліцин

H: Гістидин

I: Ізолейцин

K: Лізин

L: Лейцин

M: Метіонін

N: Аспарагін

P: Пролін

Q: Глутамін

R: Аргінін

S: Серин

T: Треонін

V: Валін

W: Триптофан

Кодований геном білок за функцією належить до оксидоредуктаз. 
Задіяний у такому біологічному процесі як поліморфізм. 
Білок має сайт для зв'язування з іонами металів, іоном заліза.